# Vương quốc Hannover
Vương quốc Hannover (tiếng Đức: Königreich Hannover; tiếng Anh: Kingdom of Hanover) được thành lập vào tháng 10/1814 bởi Đại hội Viên trên cơ sở lãnh thổ cũ của Tuyển hầu quốc Hannover (Braunschweig-Lüneburg) trong liên minh cá nhân với Vương quốc Anh dưới sự cai trị của Vua George III. Trong thời kỳ Napoleon, Hannover đã bị Đệ Nhất Đế chế Pháp của Hoàng đế Napoleon thôn tính. Tháng 6/1815, Hannover cùng 38 nhà nước gốc Đức khác tham gia vào Bang liên Đức. Vương quốc được cai trị bởi Nhà Hannover, một chi nhánh của Nhà Welf. Hannover đã tham gia liên minh cá nhân với Đại Anh, và sau là Vương quốc Liên hiệp Anh và Ireland từ năm 1714, dưới thời của Tuyển đế hầu George Louis của Hannover, khi vị Thân vương này được thừa kế Vương quốc Anh và lên ngôi cai trị cả 2 nhà nước trong một liên minh cá nhân. Vì quốc vương của liên minh cư trú tại London, nên một phó vương được bổ nhiệm để điều hành Vương quốc Hannover. Vị trí phó vương thường được Vương gia Anh trao cho một thành viên trẻ của Vương tộc Hannover, thường là con thứ của các quân vương.
Liên minh cá nhân với Vương quốc Anh kết thúc vào năm 1837, sau khi Vương tôn nữ Victoria lên ngôi nữ vương Anh, vì theo Luật Semi-Salic thì phụ nữ không được kế thừa ngai vị và tài sản của Nhà Hannover ở Đức trong khi dòng nam vẫn chưa tuyệt tự, vì thế mà chú của Victoria là Vương tử Ernest Augustus, Công tước xứ Cumberland và Teviotdale đã được thừa kế Vương quốc Hannover. Năm 1851, sau cái chết của Ernst August I, con trai duy nhất của vị vua này là Georg Friedrich lên kế vị với vương hiệu "Georg V". Tuy nhiên, khi ông ủng hộ phe thua cuộc trong Chiến tranh Áo – Phổ, vương quốc của ông đã bị Vương quốc Phổ xâm chiếm vào năm 1866 và trở thành một tỉnh của Phổ.
Cùng với phần còn lại của Phổ, Hannover trở thành một phần của Đế chế Đức sau khi nước Đức thống nhất vào tháng 1 năm 1871. Một thời gian ngắn được hồi sinh với tên gọi Bang Hannover vào năm 1946, bang này sau đó được hợp nhất với một số bang nhỏ hơn để tạo thành bang Hạ Sachsen hiện nay.

## Lịch sử
Lãnh thổ Hannover trước đây là một công quốc trong Đế chế La Mã Thần thánh trước khi được nâng lên thành tuyển đế hầu vào năm 1708, khi Hannover được thành lập thông qua sự hợp nhất của các bộ phận triều đại của Công quốc Brunswick-Lüneburg, ngoại trừ Thân vương quốc Brunswick-Wolfenbüttel.
Sau khi lên ngôi vào năm 1714, Tuyển đế hầu Georg Ludwig của Nhà Hannover đã lên ngôi vua của Vương quốc Anh với vương hiệu là George I, và Tuyển hầu xứ Hannover đã được cai trị dưới hình thức liên minh cá nhân với Vương quốc Anh. Năm 1803, Hannover đã bị quân đội Pháp và Phổ chiếm đóng trong Chiến tranh Napoleon. Các Hiệp ước Tilsit năm 1807 đã sáp nhập nó vào một số lãnh thổ của Vương quốc Phổ và tạo ra Vương quốc Westphalia, do em trai út của Hoàng đế Napoleon là Jérôme Bonaparte cai trị. Quyền kiểm soát của Đệ Nhất Đế chế Pháp kéo dài cho đến tháng 10 năm 1813, khi lãnh thổ này bị quân Cossack Nga tiến vào. Trận Leipzig, ngay sau đó, đã đánh dấu sự kết thúc chính thức của các quốc gia chư hầu của Napoleon, và quyền tuyển đế hầu được khôi phục lại cho Nhà Hannover.
Các điều khoản của Đại hội Viên năm 1814 không chỉ khôi phục Lãnh thổ Hannover mà còn nâng nó lên thành một vương quốc độc lập, Vua George III của Anh, trở thành vị vua đầu tiên của Vương quốc Hannover. Vương quốc mới cũng được mở rộng đáng kể và trở thành quốc gia lớn thứ tư trong Bang liên Đức (sau Vương quốc Phổ, Đế quốc Áo và Vương quốc Bayern) và lớn thứ hai ở miền Bắc nước Đức, chỉ sau Phổ.
George III chưa bao giờ đến thăm Hannover trong suốt 60 năm trị vì của mình. Do mắc chứng mất trí nhớ trước khi Hannover được nâng lên thành Vương quốc, nên không có khả năng ông từng hiểu rằng mình đã có thêm một vương quyền nữa và ông không tham gia vào việc quản lý nó. Việc quản lý chức năng của Hannover thường do một phó vương đảm nhiệm, trong những năm cuối triều đại của George III và triều đại của các Vua George IV và William IV từ năm 1816 đến năm 1837, người giữ vị trí phó vương Hannover là Vương tử Adolph Frederick, con trai út còn sống của George III. Khi Vương tôn nữ Alexandrina Victoria xứ Kent lên ngôi vua Vương quốc Anh vào năm 1837, liên minh cá nhân kéo dài 123 năm giữa Vương quốc Anh và Hannover đã kết thúc. Không giống như ở Anh, luật bán Salic có hiệu lực ở Hannover, cấm phụ nữ lên ngôi nếu bất kỳ người đàn ông nào trong triều đại còn sống.
Vương tử Ernst August, Công tước xứ Cumberland và Teviotdale hiện là con trai lớn nhất còn sống của Vua George III, đã lên ngôi với tư cách là Vua của Hannover. Adolph Frederick, em trai và là Phó vương lâu năm, đã trở về Anh. Ernst August có mối quan hệ căng thẳng với cháu gái là Nữ vương Victoria, và họ thường xuyên cãi vã về các vấn đề gia đình. Trong nước, triều đại của ông bắt đầu bằng một cuộc khủng hoảng hiến pháp khi ông cố gắng đình chỉ quốc hội và vô hiệu hóa hiến pháp thành văn năm 1819. Ông cũng chủ trì đất nước trong suốt các cuộc Cách mạng hỗn loạn năm 1848.
Con trai của ông lên ngôi vào năm 1851 lấy vương hiệu là Georg V, ông ấy đã mù cả hai mắt và là người không ưa Vương quốc Phổ. Trong Chiến tranh Áo-Phổ (1866), Hannover đã đứng về phía Đế quốc Áo, cùng với một số quốc gia thành viên khác của Bang liên Đức. Phiếu bầu của Hannover ủng hộ việc huy động quân đội Bang liên Đức chống lại Phổ vào ngày 14 tháng 6 năm 1866, điều này đã thúc đẩy Phổ tuyên chiến. Kết quả của cuộc chiến dẫn đến việc Hannover tan rã và bị chiếm đóng, được Vương quốc Phổ sáp nhập và trở thành Tỉnh Hannover của Phổ. Cùng với phần còn lại của Phổ, nó trở thành một phần của Đế quốc Đức vào năm 1871.
Sau khi Georg V chạy trốn khỏi Hannover vào năm 1866, ông đã thành lập lực lượng trung thành với mình ở Vương quốc Hà Lan, được gọi là Quân đoàn Guelphic. Cuối cùng, nó đã bị giải tán vào năm 1870. Tuy nhiên, Georg đã từ chối chấp nhận việc Phổ tiếp quản vương quốc của mình và tuyên bố rằng ông vẫn là vua hợp pháp của Hannover cho đến khi qua đời. Người con trai duy nhất của ông, Ernst August, Thái tử của Hannover, đã tuyên bố thừa kế ngai vàng của Hannover sau khi cựu vương Georg V qua đời vào năm 1878. Ernst August cũng là người đứng đầu trong danh sách kế vị ngai vàng của Công quốc Brunswick, nơi những người cai trị là một nhánh nhỏ của Nhà Hannover. Năm 1884, nhánh đó đã tuyệt tự sau cái chết của Công tước Wilhelm August, một người anh em họ xa của Ernst August. Tuy nhiên, vì Ernst August từ chối từ bỏ yêu sách của mình đối với Hannover nên Bundesrat của Đế chế Đức đã phán quyết rằng ông sẽ làm xáo trộn hòa bình của đế chế nếu ông lên ngôi ở Brunswick. Kết quả là, Brunswick được cai trị bởi một nhiếp chính cho đến năm 1913, khi con trai của ông, là Thân vương Ernst August Christian kết hôn với con gái của Hoàng đế Đức là Vương nữ Viktoria Luise và tuyên thệ trung thành với Đế quốc Đức. Sau đó, Ernst August đã từ bỏ yêu sách của mình đối với Brunswick để ủng hộ con trai mình, và Bundesrat cho phép Ernst August Christian thừa kế Công quốc Brunswick như một loại bồi thường cho việc sáp nhập Hannover.
Đảng Đức-Hannover, đôi khi ủng hộ việc ly khai khỏi Đế chế, đã yêu cầu một địa vị riêng cho tỉnh trong Reichstag. Đảng này tồn tại cho đến khi bị chính phủ Đức Quốc xã cấm.

### Sự hồi sinh và lịch sử hiện đại

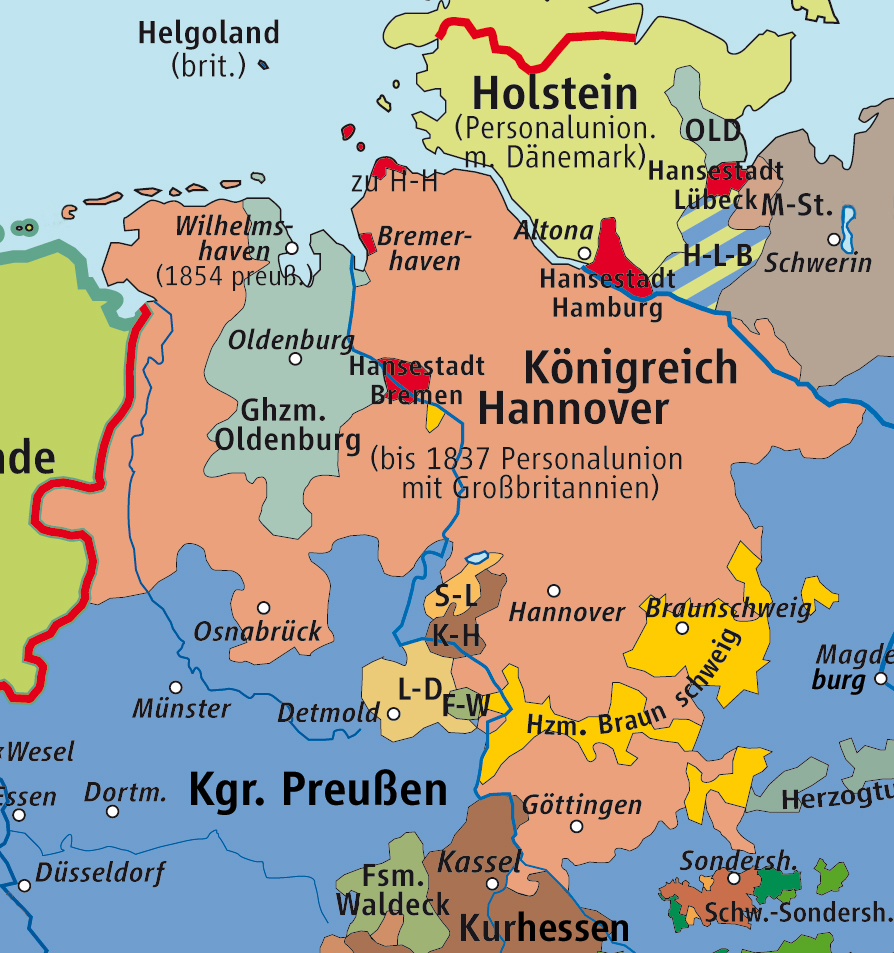
Bản đồ Vương quốc Hannover (1814-1866), được tái lập vào năm 1946 với tên gọi là Nhà nước Hannover

Với việc Phổ đang trên bờ vực giải thể chính thức (1947), các chính trị gia Hannover vào năm 1946 đã tận dụng cơ hội này và ủng hộ Ủy ban Kiểm soát Đức (British Element) [de] (CCG/BE) khôi phục lại chế độ nhà nước cho Hannover, tái lập Tỉnh Hannover của Phổ thành Nhà nước Hannover. Nhà nước này tự coi mình nằm trong truyền thống của vương quốc. Thủ tướng của nhà nước này, Hinrich Wilhelm Kopf, đã đóng vai trò trung tâm khi Bang Hạ Sachsen được thành lập chỉ vài tháng sau đó bằng cách sáp nhập Hannover với một số nhà nước nhỏ hơn, với thành phố Hannover là thủ phủ. Lãnh thổ trước đây của Hannover chiếm 85% của Hạ Sachsen và biểu tượng của Vương quốc Hannover trước đây xuất hiện trên cờ và huy hiệu của bang này.

## Tổ chức lại các cơ quan tôn giáo
Giáo hội Luther là quốc giáo của Vương quốc Hannover với Nhà vua là Pontifex maximus (Thống đốc tối cao của Giáo hội Luther). Các giáo khu giám sát nhà thờ và giáo sĩ. Những giáo khu này nằm ở Aurich, một giáo khu đồng thời theo Luther và Thần học Calvin do người Luther thống trị (đối với Đông Frisia) và các giáo khu Luther ở Hannover (đối với Tuyển hầu xứ Brunswick-Lüneburg trước đây), ở Ilfeld (đối với Huyện Hohenstein [de], một vùng đất tách biệt của Hannover ở dãy núi Harz phía Đông), ở Osnabrück (đối với Giáo phận vương quyền Osnabrück trước đây), ở Otterndorf (tồn tại từ năm 1535–1885 đối với Vùng đất Hadeln) cũng như ở Stade (tồn tại từ năm 1650–1903, cho đến năm 1885 đối với Bremen-Verden trước đây mà không có Hadeln, sau đó bao gồm toàn bộ vùng Stade). Một tổng giám mục chủ trì mỗi hội đồng.
Năm 1848, các giáo xứ Luther đã được dân chủ hóa bằng cách đưa vào các giáo khu (tiếng Đức: Kirchenvorstände, số ít Kirchenvorstand; nghĩa đen: hội đồng nhà thờ), được bầu bởi tất cả các giáo dân nam chính và chủ trì mỗi giáo đoàn hợp tác với mục sư, với một chủ tịch duy nhất. Việc đưa vào các giáo khu này có phần mang tính cách mạng trong nhà thờ Luther có cấu trúc khá theo thứ bậc. Năm 1864, Carl Lichtenberg, bộ trưởng giáo dục, văn hóa và tôn giáo Hannover (1862–65), đã thuyết phục Ständeversammlung (nghĩa đen là Hội đồng Lãnh thổ, quốc hội Hanover) thông qua luật mới về hiến pháp của nhà thờ Luther. Hiến pháp đã đưa ra một hội đồng nhà nước (quốc hội giáo dân, tiếng Đức: Landessynode). Nhưng phiên họp đầu tiên của nó chỉ diễn ra vào năm 1869, sau khi Phổ sáp nhập Vương quốc Hannover vào năm 1866, những người theo đạo Luther Hannover mong muốn có một cơ quan đại diện tách biệt khỏi sự cai trị của Phổ, mặc dù nó chỉ giới hạn trong các vấn đề của Luther.
Sau cuộc chinh phạt của Phổ vào năm 1866, vào ngày 19 tháng 9 năm 1866, một ngày trước khi Phổ sáp nhập chính thức và với summus episcopus cuối cùng, Vua Georg V của Hannover, lưu vong, sáu giáo khu của Vương quốc đã hợp nhất để thành lập nên cơ quan nhà thờ vẫn còn tồn tại đến ngày nay, Nhà thờ Tin Lành-Luther Hannover. Một giáo khu toàn người Hannover, Landeskonsistorium (giáo khu nhà nước), đã được thành lập với các đại diện từ các giáo khu khu vực.

## Vua của Hannover
Năm 1813, George III của Anh được trao lại các vùng lãnh thổ Hannover của mình, và vào tháng 10 năm 1814, chúng được nâng lên thành Vương quốc Hannover độc lập tại Đại hội Viên. Liên minh cá nhân với Vương quốc Anh đã kết thúc vào năm 1837 khi Nữ vương Victoria lên ngôi ngai vàng Anh vì luật kế vị ở Hannover, dựa trên luật bán Salic, ngăn cản một phụ nữ thừa kế tước hiệu nếu có một người thừa kế nam còn sống (ở Vương quốc Anh, một người thừa kế nam chỉ được ưu tiên kế vị hơn chị gái của mình).
| Chân dung | Tên                                   | Tuổi thọ                                                      | Triều đại bắt đầu         | Triều đại kết thúc        | Kế vị                                                          | Chú thích |
| --------- | ------------------------------------- | ------------------------------------------------------------- | ------------------------- | ------------------------- | -------------------------------------------------------------- | --- |
|           | George III tiếng Đức: Georg III.      | Ngày 4 tháng 6 năm 1738 – Ngày 29 tháng 1 năm 1820 (81 tuổi)  | Ngày 12 tháng 10 năm 1814 | Ngày 29 tháng 1 năm 1820  | Trước đây là Tuyển hầu xứ Hannover từ năm 1760 đến năm 1806.   | George III bị mất năng lực về mặt trí não trong những năm này, và quyền lực theo hiến pháp của ông được thực hiện bởi con trai cả của ông, Vương tử George Augustus Frederick (tương lai là Vua George IV), với tư cách là Nhiếp chính vương. Ở Hannover, con trai út của ông, Vương tử Adolphus, Công tước xứ Cambridge, đã nhận chức Phó vương Hannover từ năm 1816. |
|           | George IV tiếng Đức: Georg IV.        | 2 tháng 8 năm 1762 – 26 tháng 6 năm 1830 (67 tuổi)            | Ngày 29 tháng 1 năm 1820  | Ngày 26 tháng 6 năm 1830  | Con trai của George III.                                       | Nhiếp chính vương 1811–1820, được đại diện tại Hannover bởi em trai của ông là Công tước xứ Cambridge, với tư cách là Phó vương |
|           | William IV tiếng Đức: Wilhelm IV.     | Ngày 21 tháng 8 năm 1765 – 20 tháng 6 năm 1837 (71 tuổi)      | Ngày 26 tháng 6 năm 1830  | Ngày 20 tháng 6 năm 1837  | Con trao của George III • Em trai của George IV.               | Vị vua cuối cùng cai trị cả Hannover và Vương quốc Anh dưới hình thức liên minh cá nhân, được đại diện tại Hannover bởi em trai của ông, Công tước xứ Cambridge, với tư cách là Phó vương |
|           | Ernst August tiếng Đức: Ernst August. | Ngày 5 tháng 6 năm 1771 – 18 tháng 11 năm 1851 (80 tuổi)      | Ngày 20 tháng 6 năm 1837  | Ngày 18 tháng 11 năm 1851 | Con trai của George III • Em trai của George IV và William IV. | Sự lên ngôi của Nữ vương Victoria đã chấm dứt liên minh cá nhân giữa Vương quốc Anh và Hannover, và vương miện Hannover sau được truyền lại cho chú của bà. |
|           | Georg V tiếng Đức: Georg V.           | Ngày 27 tháng 5 năm 1819 – Ngày 12 tháng 6 năm 1878 (59 tuổi) | Ngày 18 tháng 11 năm 1851 | Ngày 20 tháng 9 năm 1866  | Con trai của Ernst August.                                     | Hannover đã bị Phổ Sáp nhập sau Chiến tranh Áo-Phổ. |

## Lãnh thổ và đơn vị hành chính

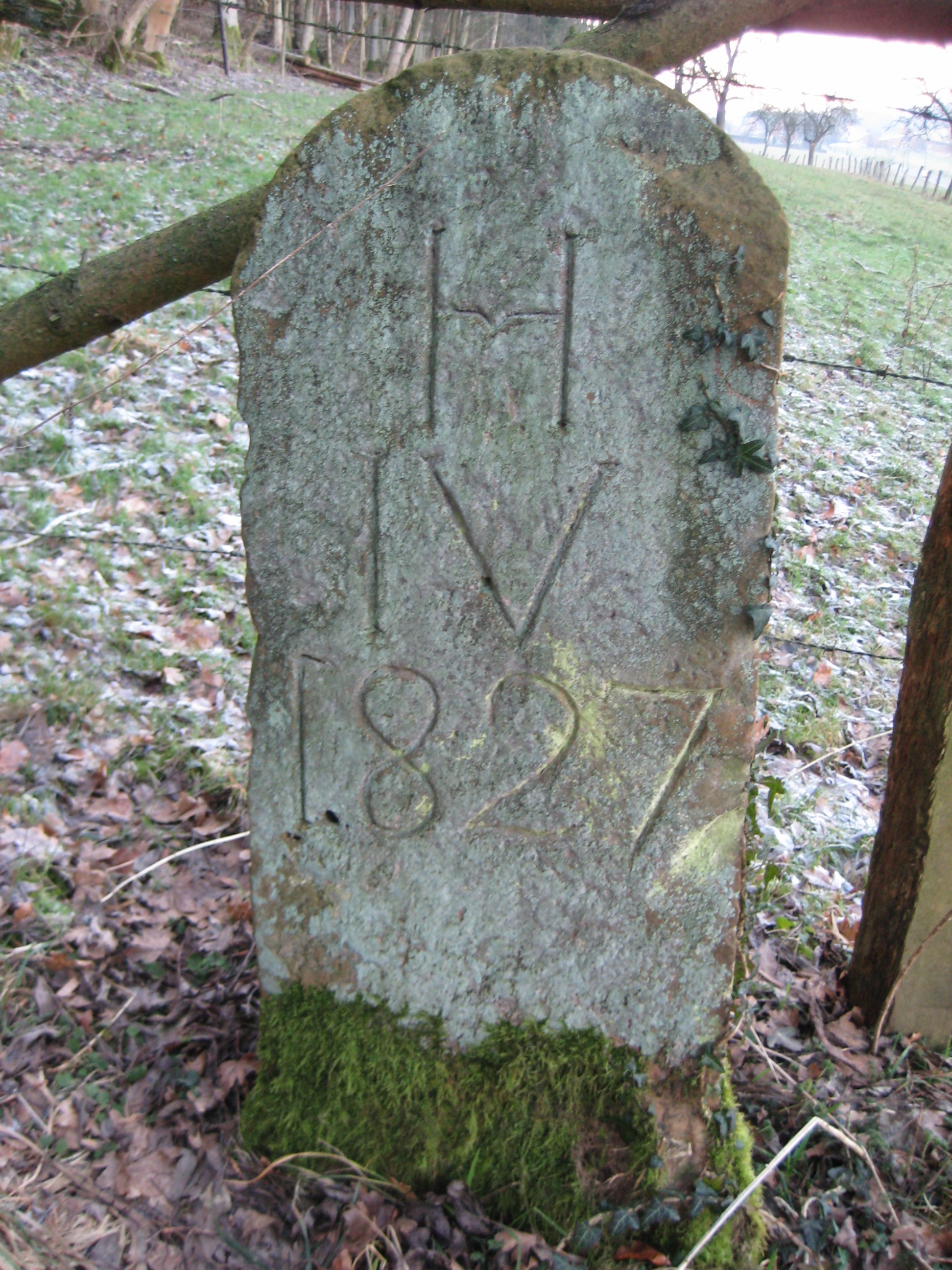
Cột mốc biên giới của Hannover

Đại hội Viên đã thiết lập một sự điều chỉnh lãnh thổ giữa Hannover và Vương quốc Phổ để hình thành các biên giới liền kề hơn. Hannover đã tăng đáng kể diện tích của mình, giành được Giáo phận vương quyền Hildesheim, Đông Frisia, Giáo phận vương quyền Osnabrück, Hạ Bá quốc Lingen và phần phía Bắc của Giáo phận vương quyền Münster. Hannover cũng sáp nhập các vùng lãnh thổ trước đây do Tuyển đế hầu cai trị theo liên minh cá nhân, chẳng hạn như Công quốc Bremen-Verden và Bá quốc Bentheim. Hannover mất những phần của Sachsen-Lauenburg ở phía Đông Bắc sông Elbe, được giao theo liên minh cá nhân cho Đan Mạch, ngoại trừ Amt Neuhaus. Các vùng đất tách biệt nhỏ hơn nữa ở phía Đông đã bị mất.
Do đó, Hannover bao gồm một số vùng lãnh thổ, vốn là các Điền trang của Đế chế La Mã Thần thánh. Chính quyền tương ứng của họ, hiện được gọi là chính quyền tỉnh, được tổ chức theo một số truyền thống rất cũ, bao gồm các cấp độ tham gia cai trị khác nhau của các điền trang. Năm 1823, vương quốc được tổ chức lại thành các high-bailiwick (tiếng Đức: Landdrosteien, số ít: Landdrostei), mỗi high-bailiwick do một high-bailiff (tiếng Đức: Landdrost) lãnh đạo theo các tiêu chuẩn thống nhất, do đó xóa bỏ các đặc điểm riêng của tỉnh được thừa hưởng.
Các high-bailiwick được chia thành các bailiwick (tiếng Đức: Ämter, số ít Amt), do một bailiiff (Amtmann, số nhiều Amtleute) chủ trì. Các high-bailiwick, được đặt tên theo thủ phủ của chúng, là:
- Aurich, bao gồm Đông Frisia trước đây.
- Hannover, bao gồm khoảng Thân vương quốc Calenberg trước đây trong Công quốc Brunswick-Lüneburg.
- Hildesheim, bao gồm Brunswick-Lüneburg trước đây của Thân vương quốc Grubenhagen và Giáo phận vương quyền Hildesheim trước đây.
- Lüneburg, bao gồm Brunswick-Lüneburg trước đây của Thân vương quốc Lüneburg và phần còn lại của các khu vực Sachsen-Lauenburg.
- Osnabrück, bao gồm Bá quốc Bentheim trước đây, Hạ Bá quốc Lingen trước đây và Giáo phận vương quyền Osnabrück trước đây.
- Stade, bao gồm các Công quốc Bremen-Verden trước đây.

Các phân khu của Hannover thành các high-bailiwick và bailiwick vẫn không thay đổi cho đến ngày 1 tháng 4 năm 1885, khi chúng được thay thế bằng các tỉnh theo phong cách Phổ (Regierungsbezirke) và các huyện (Kreise).

### Thư viện hình ảnh

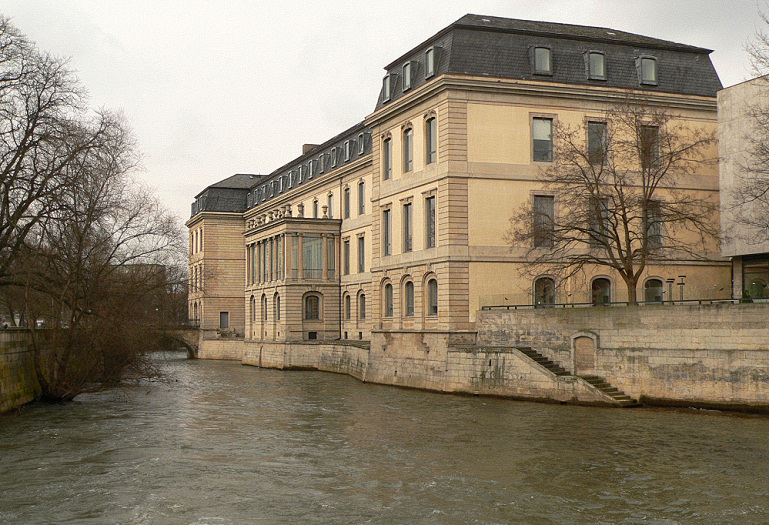
Cung điện Leine
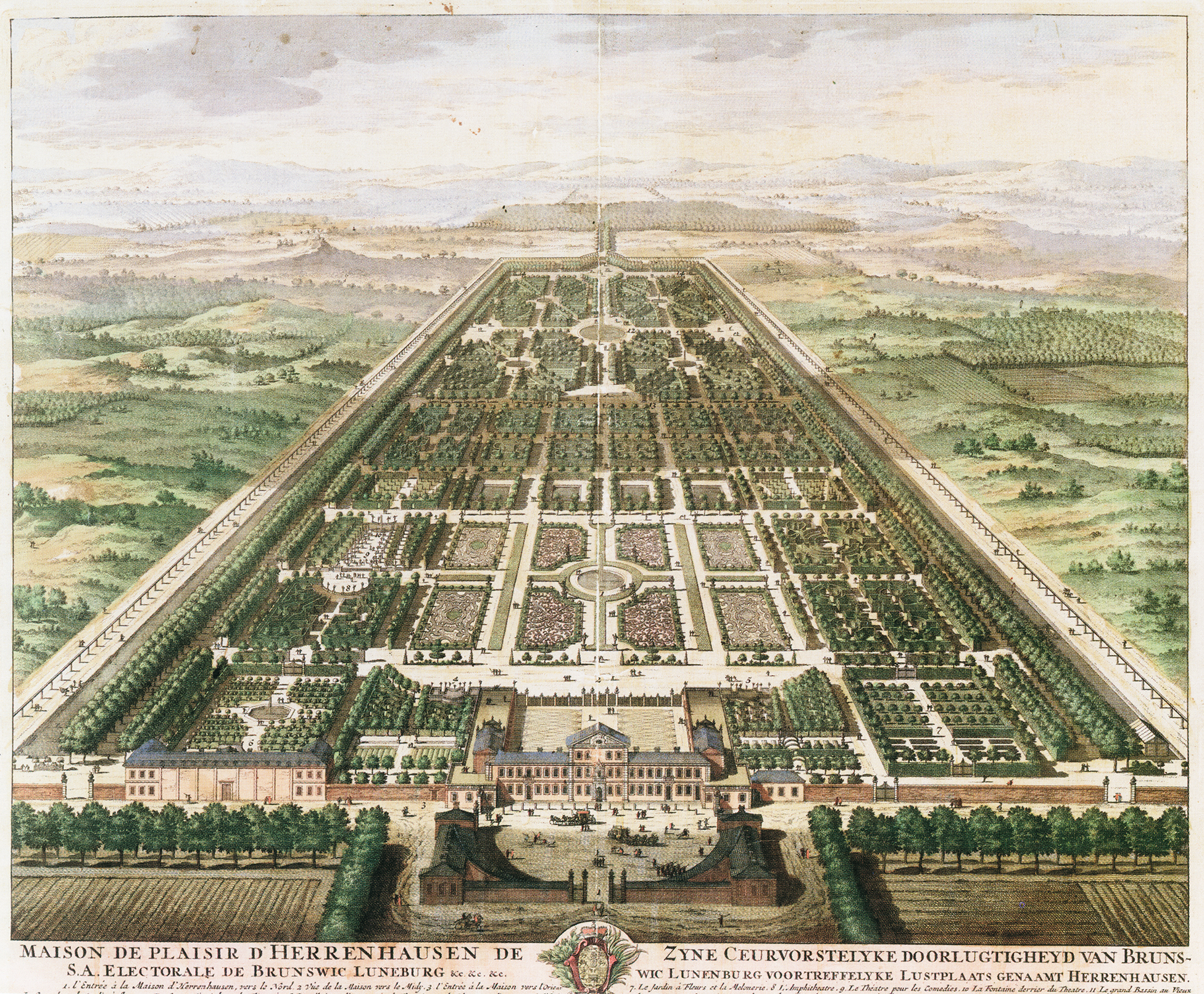
Lâu đài và vườn Herrenhausen-Stöcken
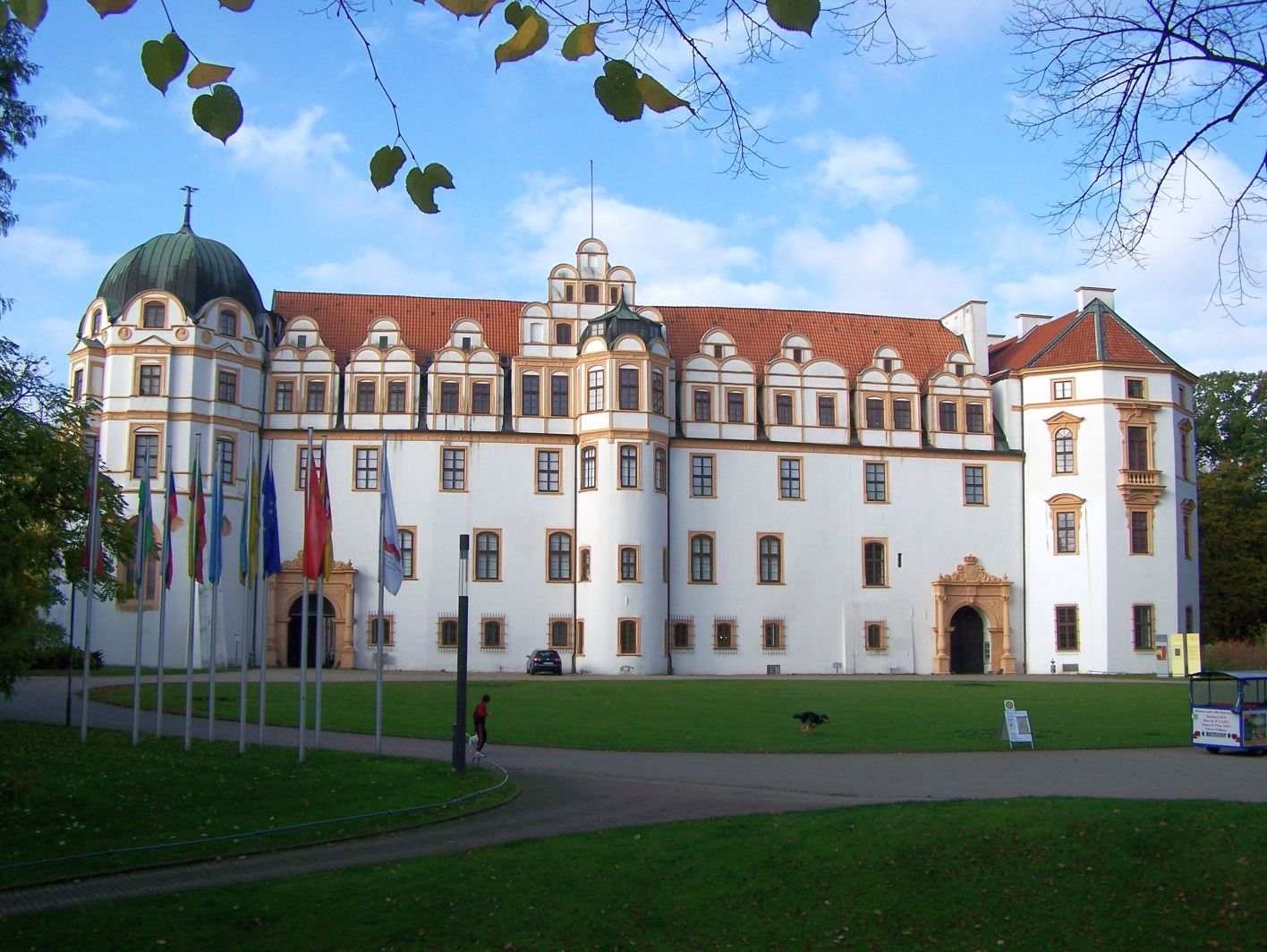
Lâu đài Celle
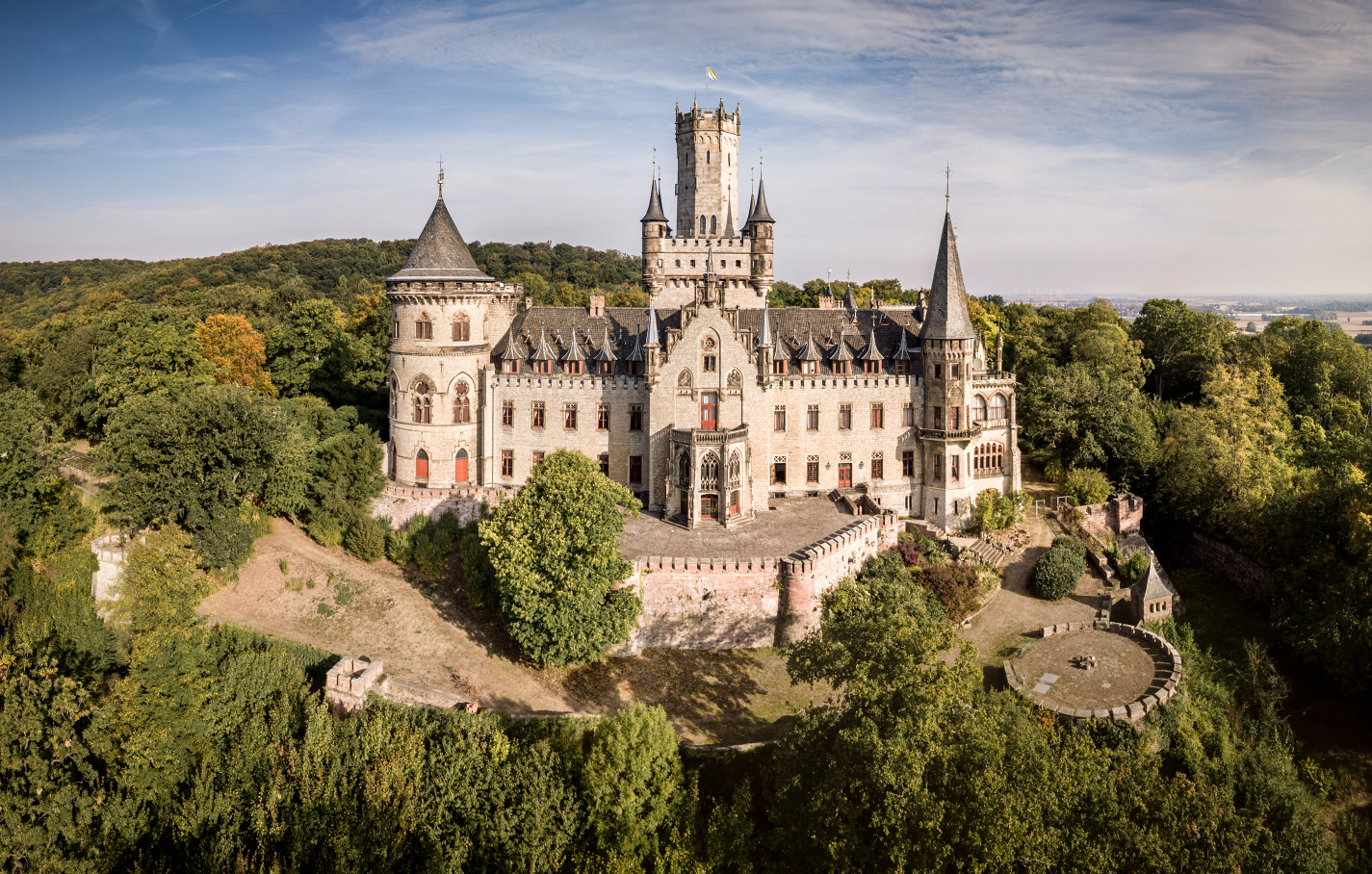
Lâu đài Marienburg, nơi ở hiện tại của các Thân vương xứ Hannover

## Quân đội
Vương quốc Hannover duy trì một đội quân sau Chiến tranh Napoléon. Năm 1832, Vua William IV của Hanover và Vương quốc Anh đã cấp cho quân đội của mình quân phục của Quân đội Anh, nhưng chúng hơi khác so với phiên bản gốc của Anh. Khi liên minh cá nhân với Vương quốc Anh kết thúc vào năm 1837 và Ernst August lên ngôi vua Hannover, ông đã thay thế quân phục của họ bằng quân phục theo phong cách Quân đội Phổ, bao gồm cả mũ sắt nhọn pickelhaube cho Quân đoàn Cận vệ của ông. Đến năm 1866, họ mặc quân phục theo phong cách Áo, chỉ có quân đoàn cận vệ giữ lại quân phục Phổ. Trong Chiến tranh Áo-Phổ, Quân đội Hannover đã chiến đấu và đánh bại quân Phổ trong cuộc hành quân về phía Nam tới Áo, tại Trận Langensalza. Tuy nhiên, sau đó quân đội này đã bị bao vây và buộc phải đầu hàng Phổ.

## Tiêu chuẩn, ký hiệu và quốc huy
Sau khi liên minh cá nhân với Vương quốc Anh kết thúc vào năm 1837, với sự lên ngôi của Nữ vương Victoria, Hannover vẫn giữ lại huy hiệu và cờ hiệu Anh, chỉ giới thiệu một Vương miện mới (theo mẫu của Anh). Trung tâm của huy hiệu và tiêu chuẩn hoàng gia này bao gồm huy hiệu ban đầu của Hannover, bao gồm hai con sư tử của Brunswick, con sư tử chồm lên với trái tim của Lüneburg và con ngựa của chính Hannover, được đặt trên Vương miện Hoàng gia của Đế chế La Mã Thần thánh cho chức vụ Tổng thủ quỹ (Archbannerbearer/Archtreasurer) của Đế chế La Mã Thần thánh). Vì Hanover không còn do các quốc vương Anh cai trị, huy hiệu của Hanover đồng thời bị xóa khỏi huy hiệu và tiêu chuẩn hoàng gia của Anh, do đó nó không còn giống với Vương quốc Hanover nữa.

Cờ của quốc vương Hannover, 1816–1837
Quốc huy Hannover, 1837
Biểu tượng dân sự của Hannover[6][7]
Cờ của quốc vương Hannover sau năm 1837[6][7]